# 领主广场
领主广场（義大利語：Piazza della Signoria）是意大利佛罗伦萨旧宮前的“L”形广场，得名于旧宮（领主宮）。
这里是佛罗伦萨共和国起源与历史的焦点，至今仍享有该市政治中心的名声。这里是佛罗伦萨人以及众多游客的聚会地点。
令人印象深刻的14世纪建筑旧宮及其锯齿形塔楼仍然统治着广场。广场上还有佣兵凉廊、乌菲兹美术馆、商人法庭（1359）（今农业局）和乌古其奥尼宫（16世纪，正立面可能出自拉斐尔的手笔）。位于旧宮前面的是文艺复兴风格的忠意保险宫（1871年）。  
广场上有许多引人注目的雕像：

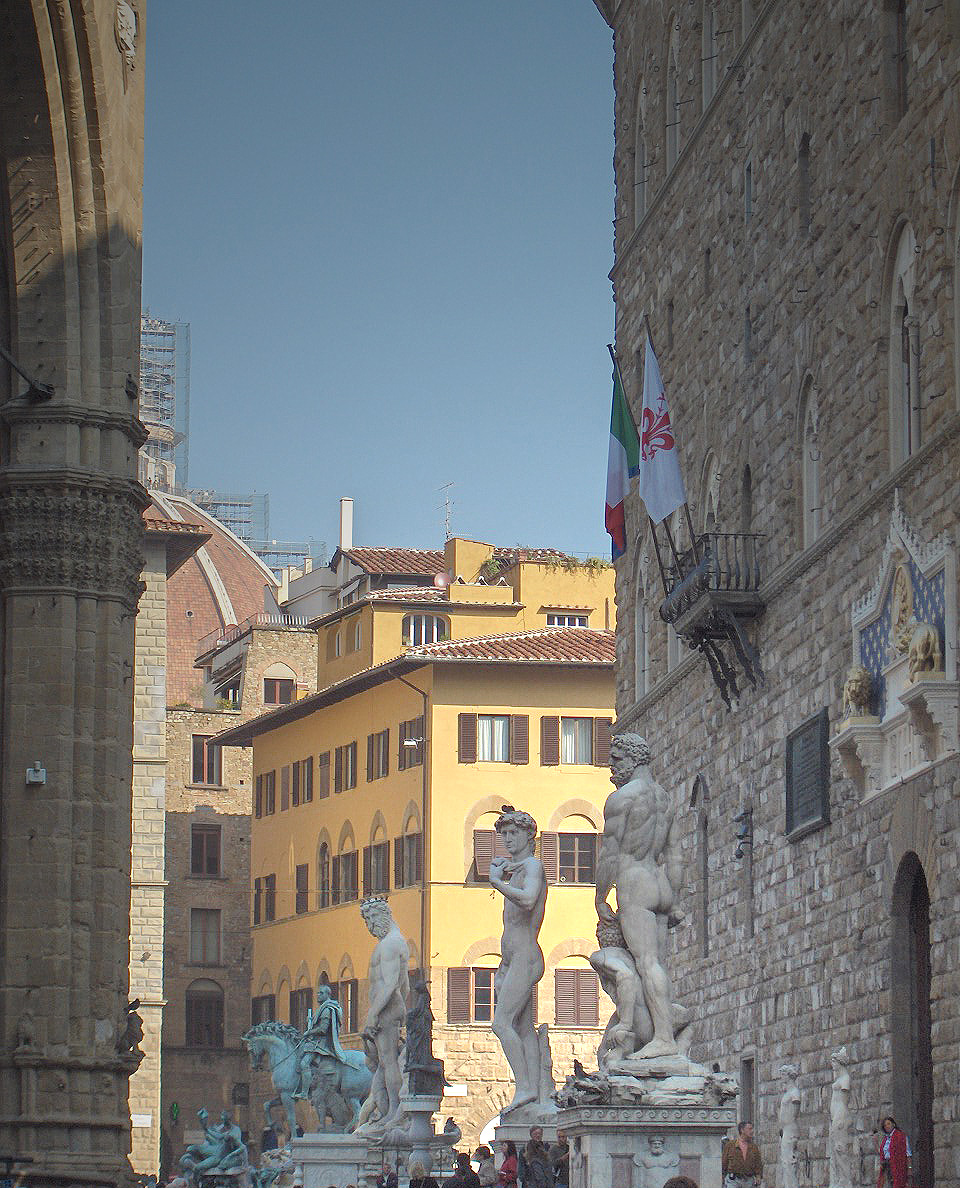
維奇奧宮前的雕像

- 在旧宮的入口，是大卫像的复制品[2]，米开朗基罗的原作保存在艺术学院画廊。
- 科西莫一世骑马雕像，詹波隆那（1594年）
- 海神喷泉，巴托洛米奥·阿曼纳蒂（1575年）[3]
- “狮子”，多那太罗（复制品）
- “友第德与何乐弗尼”，多那太罗（复制品）[2]
- “海格力斯和凯克斯”，邦迪奈利（1533）[2]
- “强掳萨宾妇女”，詹波隆那
- “珀耳修斯和美杜莎的首级”，本韦努托·切利尼（1554），在领主广场边的傭兵涼廊

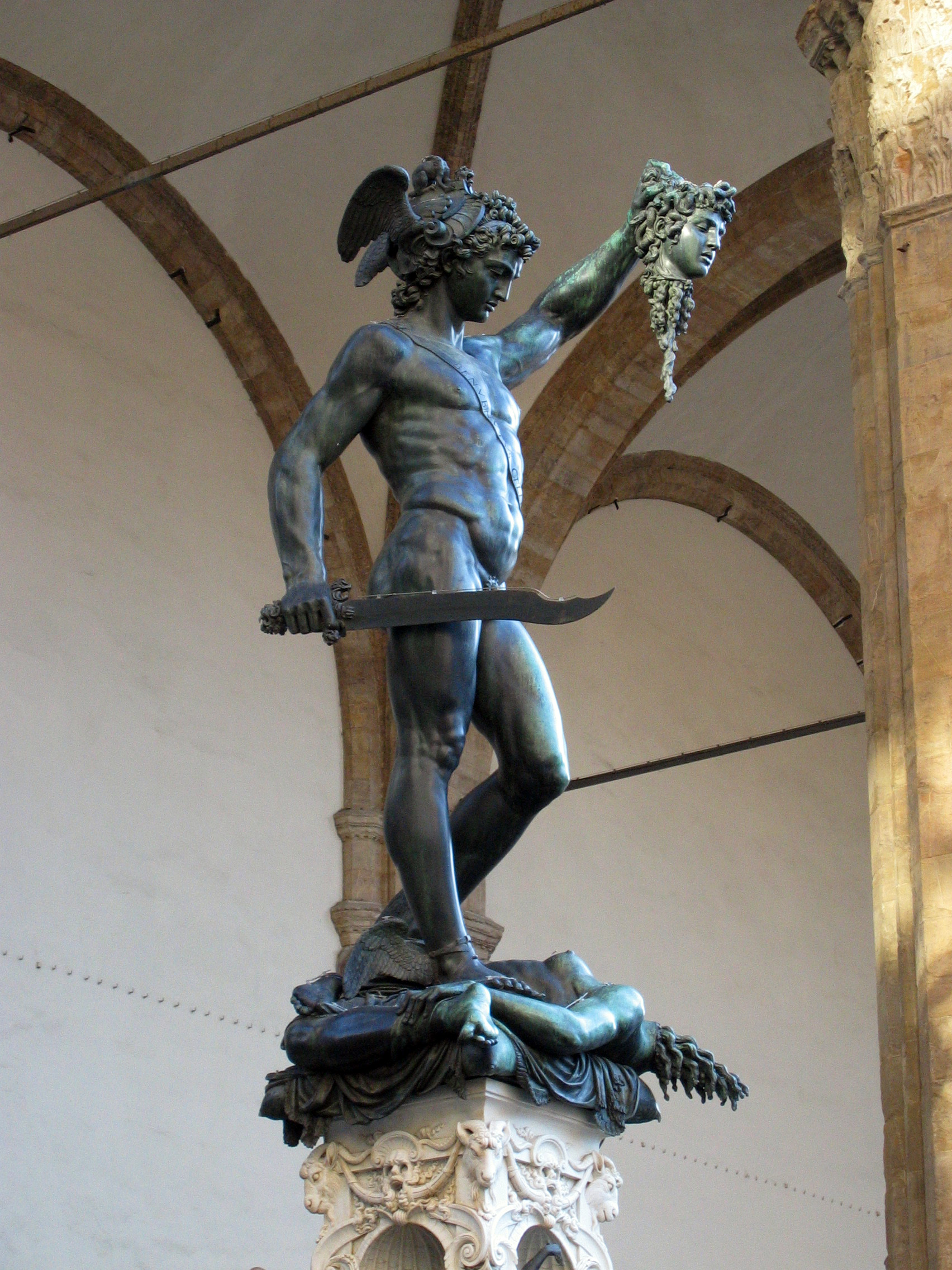
本韦努托·切利尼的雕像“珀耳修斯和美杜莎的头”

这个壮丽的露天博物馆见证了千百年的伟大与权力。在古罗马时期次这里已经是一个中心广场，周围是剧院、浴室和染坊。后来这里建起了巨大的圣Romolo教堂。1980年代重铺地面时，在广场地下发现了考古宝藏，甚至发现了新石器时代的遗址。这座广场成形于1268年，当时获胜的教皇派拆毁了皇帝派的房屋。这座广场曾经长期破损凌乱，1385年首次铺设路面。1497年，萨佛纳罗拉及其追随者在这个广场上进行著名的虚荣的篝火，烧毁成堆黄色书籍、赌具等。在海神喷泉前，一块圆形大理石标志标出了1498年5月23日萨佛纳罗拉被绞死并焚烧的确切地点。

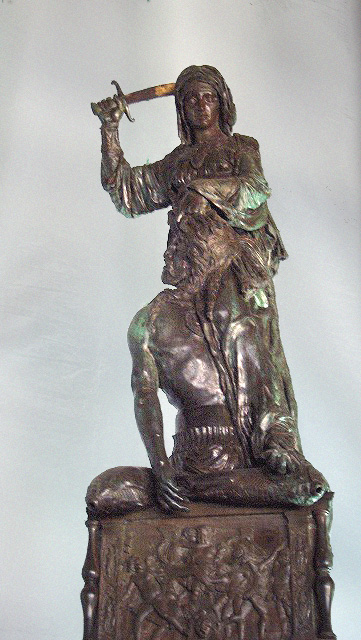
多那太罗的“友第德与何乐弗尼”

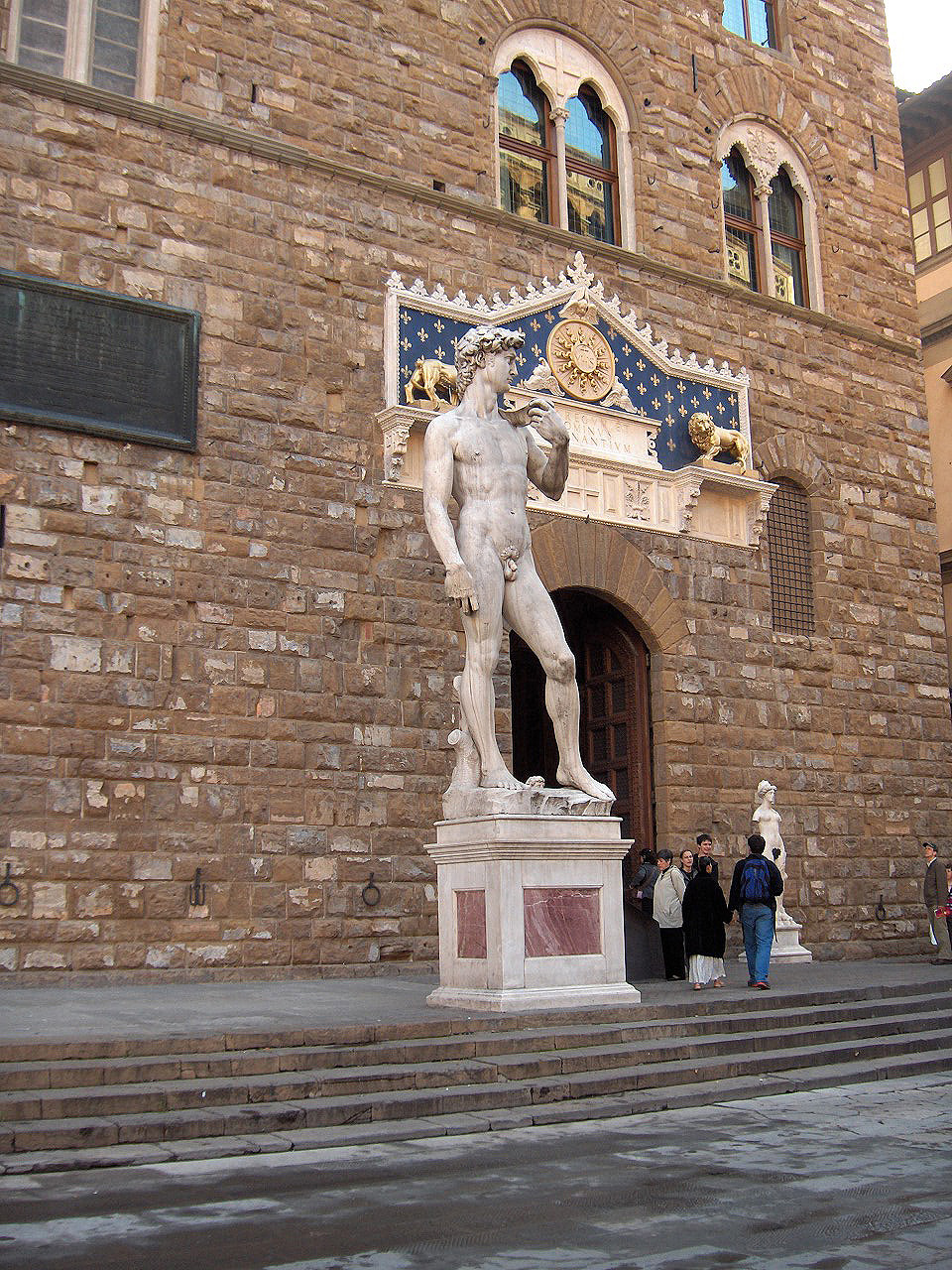
大卫像的复制品